# André Dubertrand
Pas d'image ? Cliquez ici

a Compétitions nationales et continentales officielles uniquement.

b Matchs officiels uniquement.
Dernière mise à jour le 30 juillet 2024.
André Dubertrand, né le 25 avril 1950 à Saubion (Landes), est un joueur international français de rugby à XV, qui a joué avec l'US Tyrosse et l'AS Montferrand, évoluant principalement au poste de trois-quarts aile. 

## Biographie
André Dubertrand naît le 25 avril 1950 à Saubion dans le département français des Landes,. Lors de sa jeunesse dans les Landes, il pratique la course landaise. Il pratique également le rugby à XV à l'US Tyrosse.
En 1970, il rejoint le club auvergnat de l'AS Montferrand,. Dans ces clubs, il joue notamment avec son frère Jean-Michel,,.
Sélectionné avec l'équipe de France, il dispute son premier test match le 27 novembre 1971, contre l'équipe d'Australie. En fin de saison, il perd la finale du Challenge Yves du Manoir 37 à 6 contre l'AS Béziers,.
Durant la saison 1972-1973, avec l'AS Montferrand, il est finaliste du Challenge Jules-Cadenat mais malgré un score nul 12 à 12 le SU Agen est déclaré vainqueur au bénéfice des essais marqués.
Lors de la saison 1975-1976, il inscrit un triplé contre la Roumanie en novembre,. Puis, il termine meilleur marqueur du Championnat de France avec 16 essais inscrits, 14 en phase de qualification et deux en phase finale,. En parallèle, l'AS Montferrand s'est qualifiée jusqu'en finale du Challenge Yves du Manoir et prépare cette échéance. Cependant le 8 mai 1976, son coéquipier Jean-François Phliponeau meurt frappé par la foudre au stade Marcel-Michelin, un drame qui marque profondément les Montferrandais. Le 22 mai suivant, ils rendent hommage à leur coéquipier en s'imposant largement 40 à 12 contre le SC Graulhet, lors de la finale du Challenge Yves du Manoir à Colombes, dans un match où André Dubertrand inscrit un triplé avec le maillot de Phliponeau et déclare à la fin du match « Ce que j'ai fait pour lui, je sais qu'il l'aurait fait pour moi. ». Deux semaines plus tard, il s'envole pour une tournée aux États-Unis avec l'équipe de France. Il affronte tout d'abord la sélection de la New York Metropolitan Rugby Union, pour une victoire 71 à 7 où il marque un triplé, avant de jouer un test match contre les États-Unis à Chicago, lors d'une victoire 33 à 14. Ce match est son dernier avec l'équipe de France.
En fin de saison 1977-1978, l'AS Montferrand se rend jusqu'en finale du Championnat de France, après avoir éliminé le Valence sportif 20 à 12 en demi-finale à Toulouse. Cependant, dans une finale où il est titulaire, le club auvergnat est battu largement par l'AS Béziers 31 à 9,, alors que le score n'est que de 13 à 9 en faveur des Biterrois à la 70e. René Séguier inscrit un essai à la 71e puis Alain Paco et Jean-Louis Martin viennent aggraver la marque quelques minutes plus tard.
Il quitte l'AS Montferrand à l'issue de la saison 1982-1983,, après 173 matchs pour 105 essais et deux drops inscrits. Durant sa carrière, ne craignant pas le contact malgré son gabarit d'1,75 m pour 81 kg, il subit de nombreuses blessures dont des fractures qui perturbent ses saisons.
Dans le civil, il exerce la profession de policier. De plus, il entraîne les équipes de jeunes de l'AS Montferrand ainsi que dans plusieurs clubs de la banlieue clermontoise et est même arbitre.
Après sa retraite, il est adjoint à la jeunesse, au sport et à la sécurité à la mairie de Royat.

## Statistiques en équipe nationale
André Dubertrand compte 13 capes avec l'équipe de France du 27 novembre 1971 contre l'équipe d'Australie au 12 juin 1976 contre l'équipe des États-Unis. Il inscrit cinq essais, vingt points.
| Année | Compétition              | Matchs | Points | Essais |
| ----- | ------------------------ | ------ | ------ | ------ |
| 1971  | Test matchs              | 3      | 4      | 1      |
| 1972  | Tournoi des Cinq Nations | 1      | -      | -      |
| 1974  | Tournoi des Cinq Nations | 3      | -      | -      |
| 1974  | Test matchs              | 1      | -      | -      |
| 1975  | Test matchs              | 3      | 12     | 3      |
| 1976  | Tournoi des Cinq Nations | 1      | 4      | 1      |
| 1976  | Test matchs              | 1      | -      | -      |
| Total | Total                    | 13     | 20     | 5      |

## Palmarès

### En club
- Finaliste du Challenge Yves du Manoir en 1972 avec l'AS Montferrand.
- Finaliste du Challenge Jules-Cadenat en 1973 avec l'AS Montferrand.
- Vainqueur du Challenge Yves du Manoir en 1976 avec l'AS Montferrand.
- Finaliste du Championnat de France en 1978 avec l'AS Montferrand.

### Distinctions personnelles
- Meilleur marqueur du Championnat de France en 1976 (16 essais).